# 天氣瓶

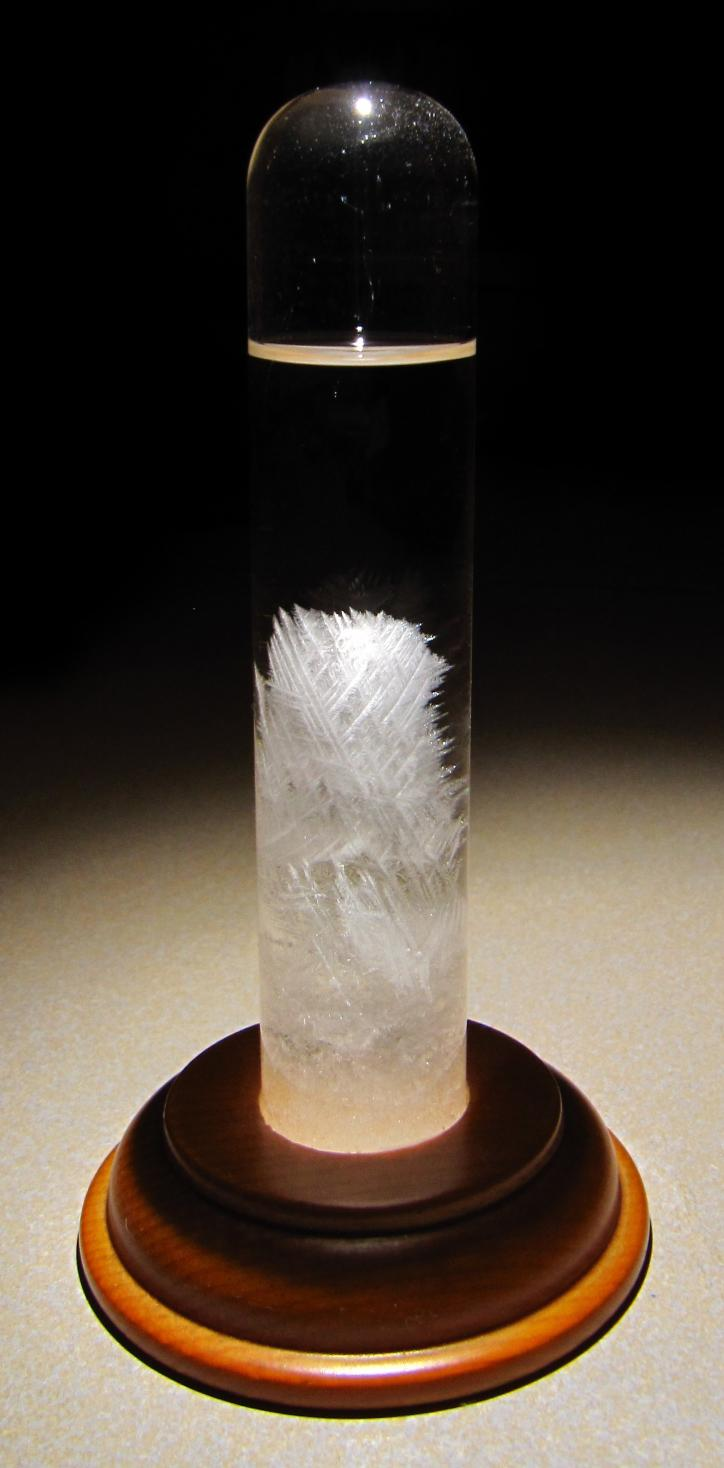
天氣瓶

天氣瓶（chemical weather glass）又稱風暴瓶（storm glass），是一種歐洲曾在18世紀~19世紀時用於天氣預報的工具。密閉的玻璃容器中，裝入數種化學物質組成的透明溶液。根據外界溫度、天氣的改變，瓶內會展現出不同型態的結晶，預報天氣的變化。近代已不用作天氣預報工具，而轉變為一種趣味性質的科學裝飾。亦可在內添加彩色顏料，增添不同氛圍。

## 表現特徵

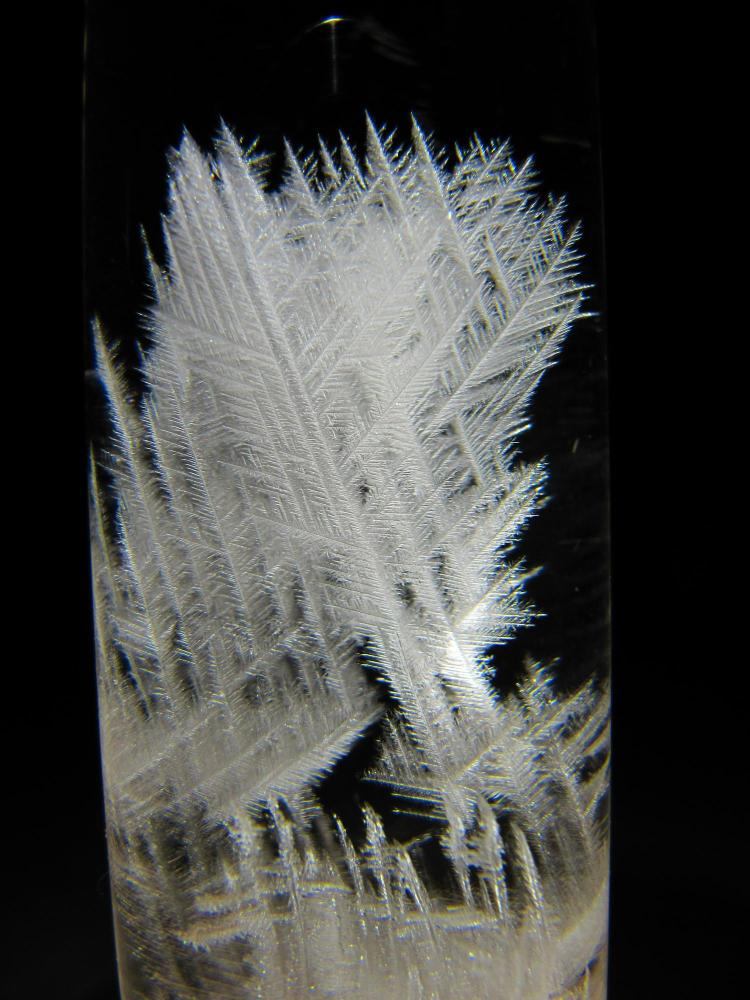
天氣瓶中的結晶

19世紀的知名天氣學家羅伯特·菲茨羅伊在他的航海紀錄上，詳細的記述了如何用天氣瓶來預測天氣：
- 瓶内液体清澈，将会是晴天
- 瓶内液体朦胧，将会是阴云密布，或许还会有降水
- 瓶内液体悬浮着大量小点，天气将变得潮湿，也许有大雾
- 朦胧的液体中悬浮着小的星状结晶，指示着将有雷暴天气
- 在冬天，若液体中悬浮着小的星状结晶，意味着要下雪了
- 液体中出现有大羽毛晶体，若是在温暖的时节，天气会转阴，而如果是在冬天，将会下雪。
- 瓶中有樟脑晶体，预示着要霜冻了
- 有丝状结晶漂浮在液體表面，意味着要起风了

## 原理
瓶內結晶的變化，主要是由於溶液內的樟腦在水與乙醇、硝酸鉀、氯化銨混合溶液內的溶解度會隨著溫度變化。溫度降低時，樟腦的結晶析出；溫度升高時，樟腦的結晶溶解。溫度高於31.4℃時，瓶內的結晶會完全溶解消失。而溫度與溫度的變化速度，則會影響結晶的成長大小與結構，加上結晶成長行為的高度不可預測性，這些因素加總起來，使得瓶內晶體型態變化萬千的美麗，讓美也有溫度。
現代研究證實，溫度是影響瓶內樟腦結晶型態的最主要因素；與天氣的對應關係幾乎成隨機分布，無預測價值。利用X射线晶体学分析，確認了瓶內的結晶全為樟腦晶體。瓶內的硝酸鉀、氯化銨在一般的氣溫範圍內不會產生結晶。高水溶性的硝酸鉀、氯化銨以及水，這三個高極性物質，可以提升系統內的樟腦結晶成核速度，使其對溫度的變化更敏感，同時也能使結晶的型態成為鬆散美麗的羽毛狀，更容易觀察也更具有觀賞價值。
雖然現今的天氣瓶已經很少用來預報天氣，但天氣瓶隨著外界溫度展現出多變的晶體變化，仍可作為一個美麗的裝飾。也可做為有趣的科學教材，用天氣瓶分享溶液的配製與結晶的行為。

## 製作方式(一個)
- 硝酸鉀 2.5公克
- 氯化銨 2.5公克
- 蒸餾水 33.0毫升
- 樟腦 8.5公克
- 乙醇 31.6公克（40.0毫升）

將硝酸鉀以及氯化銨溶於水中，製成A溶液；樟腦溶於乙醇中製成B溶液，將AB溶液混和後密封於血清瓶中，之後用超音波震動(35°C)將其溶解後染色(也可用海綿花代替)分裝即完成。

## 科普觀察重點
- 減少配方中的乙醇量，可以提升結晶完全溶解的溫度，使高溫夏季也能觀察到晶體。
- 減少配方中的樟腦量，能使結晶型態更容易出現羽毛狀。
- 溶液的密度約為0.95g/cm3，而樟腦的密度為0.98g/cm3，兩者相近。因此於溶液中上層形成的雪花狀晶體會緩緩降落。如晶體較小，降落速度慢，看起來就會像是懸浮不動。
- 溶液的密度會隨氣溫升高而降低，使液面升高。
- 上層空間的氣體會含有較多低沸點的乙醇蒸氣，而其冷凝時，會因密度最低而浮在最上層，如無擾動即會形成一層薄薄的高濃度乙醇溶液。在這層內形成的樟腦結晶會呈現片狀，與下層的雪花狀、羽毛狀明顯不同。

## 外部連結
- 【首創試管瓶商品化】瓶中羽手作天氣瓶
- 改良式天氣瓶 ／許良榮
- 古時候的中央氣象局，Storm Glass預測天氣中！ （页面存档备份，存于）
- 冬天快來吧！自製愈冷愈美麗的天氣玻璃瓶 （页面存档备份，存于）
- 天氣瓶DIY教學 （页面存档备份，存于）
- 天氣瓶常見問題(FAQ)
- 【親子小學堂】也是科學實驗室．DIY天氣瓶（Storm Glass） （页面存档备份，存于）
- 天氣瓶 Storm Glass 製作DIY  （页面存档备份，存于）